# Lespinasse (Haute-Garonne)
Pour les articles homonymes, voir Lespinasse.
Lespinasse est une commune française située dans le nord du département de la Haute-Garonne, en région Occitanie.
Sur le plan historique et culturel, la commune est dans le Pays toulousain, qui s’étend autour de Toulouse le long de la vallée de la Garonne, bordé à l’ouest par les coteaux du Savès, à l’est par ceux du Lauragais et au sud par ceux de la vallée de l’Ariège et du Volvestre. Exposée à un climat océanique altéré, elle est drainée par le canal latéral à la Garonne.
Lespinasse est une commune urbaine qui compte 3 032 habitants en 2022, après avoir connu une forte hausse de la population depuis 1975. Elle appartient à l'unité urbaine de Toulouse et fait partie de l'aire d'attraction de Toulouse. Ses habitants sont appelés les Lespinassois ou  Lespinassoises.

## Géographie

### Localisation
La commune de Lespinasse se trouve dans le département de la Haute-Garonne, en région Occitanie.
Sur le plan historique et culturel, Lespinasse fait partie du pays toulousain, une ceinture de plaines fertiles entrecoupées de bosquets d'arbres, aux molles collines semées de fermes en briques roses, inéluctablement grignotée par l'urbanisme des banlieues.
Elle se situe à 13 km à vol d'oiseau de Toulouse, préfecture du département, et à 4 km de Castelginest, bureau centralisateur du canton de Castelginest dont dépend la commune depuis 2015 pour les élections départementales.
La commune fait en outre partie du bassin de vie de Toulouse.
Les communes les plus proches sont : 
Gagnac-sur-Garonne (1,3 km), Bruguières (2,7 km), Saint-Alban (3,0 km), Seilh (3,0 km), Fenouillet (3,2 km), Gratentour (3,9 km), Saint-Jory (4,0 km), Castelginest (4,1 km).
Lespinasse est limitrophe de cinq autres communes.
|                    | Saint-Jory |             |
| Gagnac-sur-Garonne | Lespinasse | Bruguières  |
|                    | Fenouillet | Saint-Alban |

### Géologie et relief
La commune de Lespinasse est établie sur la première terrasse de la Garonne en rive droite, dans la plaine toulousaine de la Garonne.
La superficie de la commune est de 424 hectares ; son altitude varie de 117  à   127 mètres.

### Hydrographie

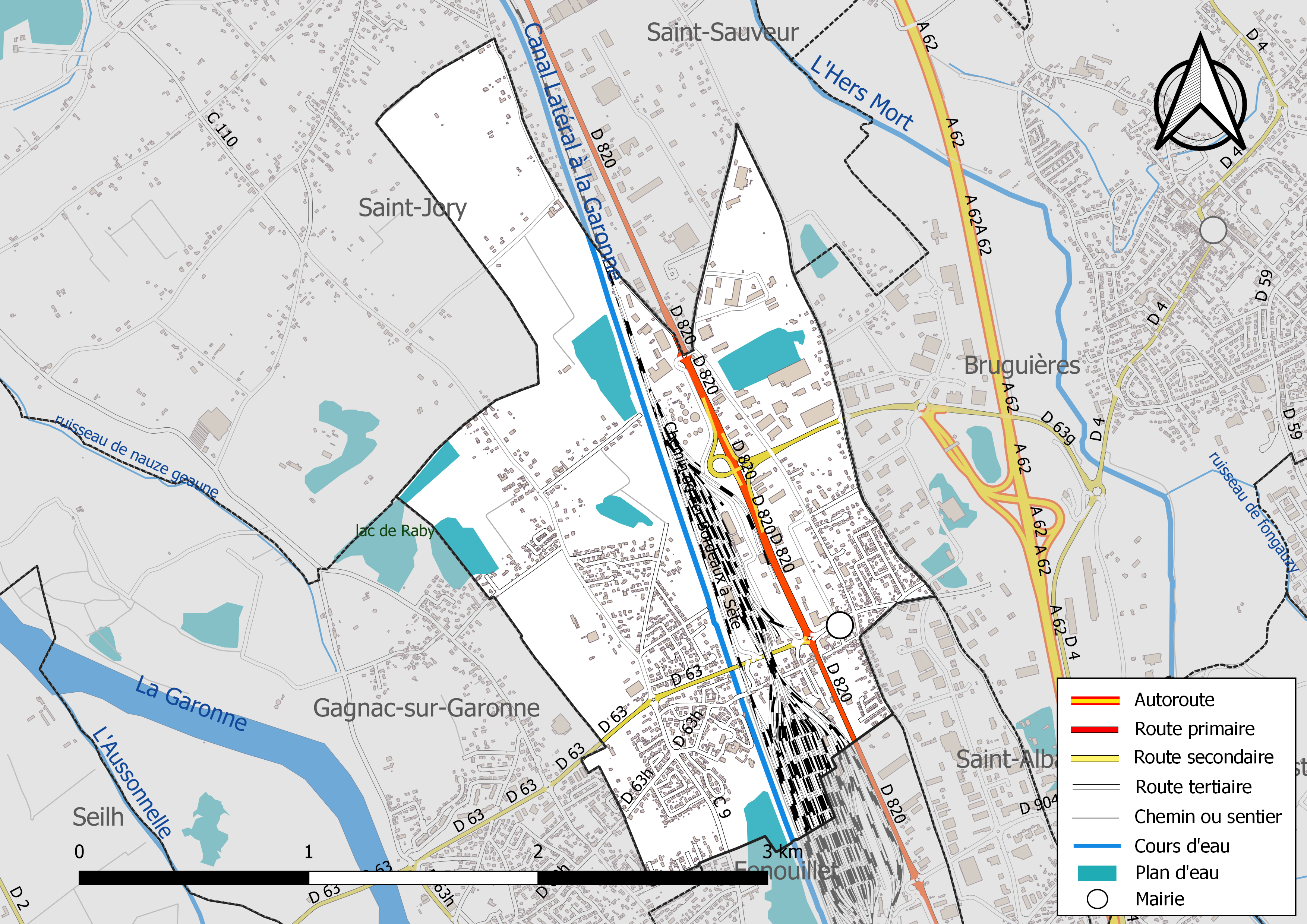
Réseaux hydrographique et routier de Lespinasse.

La commune est dans le bassin de la Garonne, au sein du bassin hydrographique Adour-Garonne. Elle est drainée par le Canal latéral à la Garonne, constituant un réseau hydrographique de 3 km de longueur totale,.

### Climat
Pour des articles plus généraux, voir Climat de l'Occitanie et Climat de la Haute-Garonne.
En 2010, le climat de la commune est de type climat du Bassin du Sud-Ouest, selon une étude s'appuyant sur une série de données couvrant la période 1971-2000. En 2020, Météo-France publie une typologie des climats de la France métropolitaine dans laquelle la commune est exposée à un climat océanique altéré et est dans la région climatique Aquitaine, Gascogne, caractérisée par une pluviométrie abondante au printemps, modérée en automne, un faible ensoleillement au printemps, un été chaud (19,5 °C), des vents faibles, des brouillards fréquents en automne et en hiver et des orages fréquents en été (15 à 20 jours).
Pour la période 1971-2000, la température annuelle moyenne est de 13,5 °C, avec une amplitude thermique annuelle de 15,8 °C. Le cumul annuel moyen de précipitations est de 709 mm, avec 9,4 jours de précipitations en janvier et 5,4 jours en juillet. Pour la période 1991-2020, la température moyenne annuelle observée sur la station météorologique la plus proche, située sur la commune de Blagnac à 8 km à vol d'oiseau, est de 14,2 °C et le cumul annuel moyen de précipitations est de 627,0 mm,. Pour l'avenir, les paramètres climatiques de la commune estimés pour 2050 selon différents scénarios d’émission de gaz à effet de serre sont consultables sur un site dédié publié par Météo-France en novembre 2022.

### Milieux naturels et biodiversité
Aucun espace naturel présentant un intérêt patrimonial n'est recensé sur la commune dans l'inventaire national du patrimoine naturel,,.

## Urbanisme

### Typologie
Au 1er janvier 2024, Lespinasse est catégorisée ceinture urbaine, selon la nouvelle grille communale de densité à sept niveaux définie par l'Insee en 2022.
Elle appartient à l'unité urbaine de Toulouse, une agglomération inter-départementale regroupant 81  communes, dont elle est une commune de la banlieue,,. Par ailleurs la commune fait partie de l'aire d'attraction de Toulouse, dont elle est une commune de la couronne,. Cette aire, qui regroupe 527 communes, est catégorisée dans les aires de 700 000 habitants ou plus (hors Paris),.

### Occupation des sols

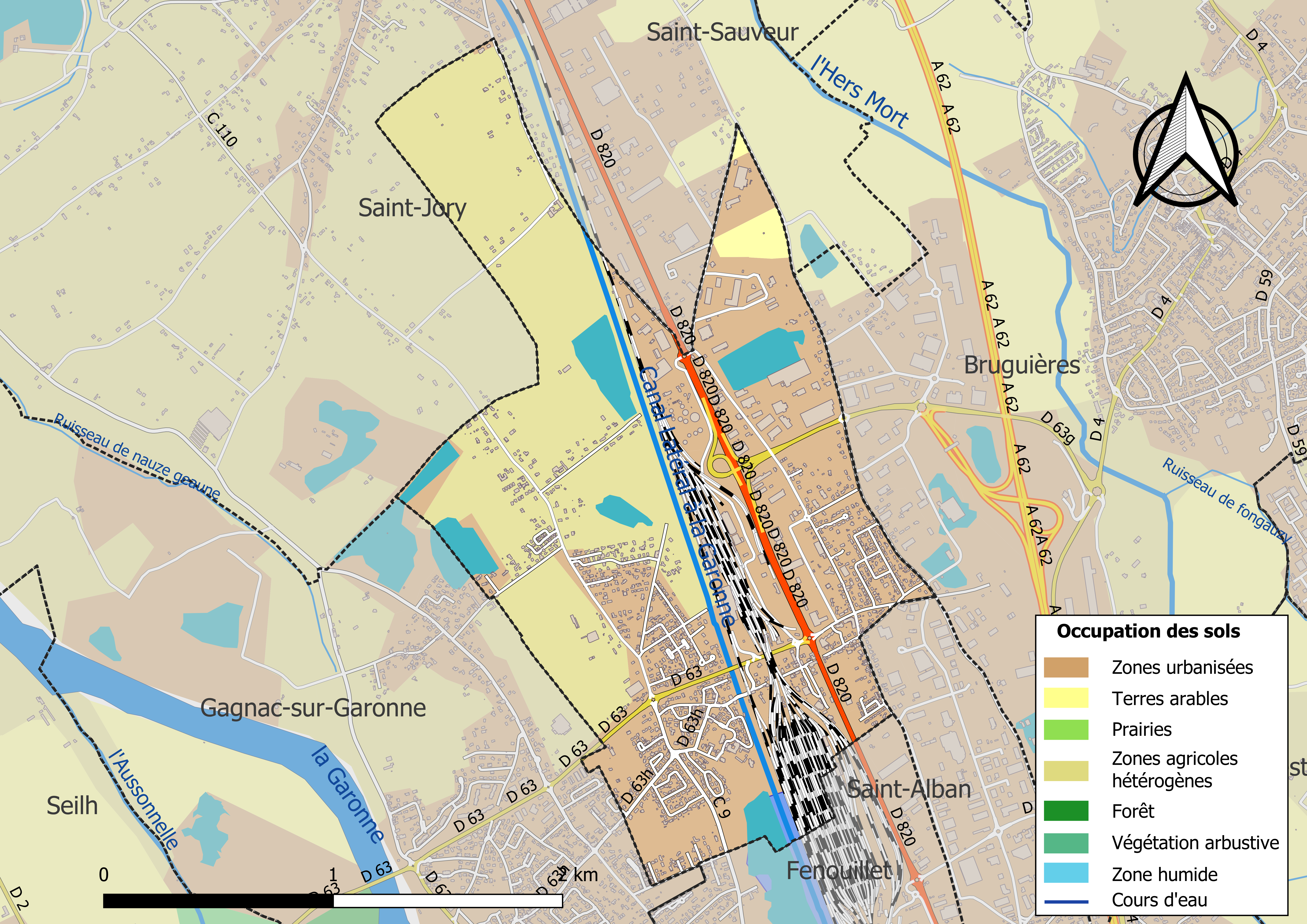
Carte des infrastructures et de l'occupation des sols de la commune en 2018 (CLC).

L'occupation des sols de la commune, telle qu'elle ressort de la base de données européenne d’occupation biophysique des sols Corine Land Cover (CLC), est marquée par l'importance des territoires artificialisés (61,5 % en 2018), en augmentation par rapport à 1990 (44,5 %). La répartition détaillée en 2018 est la suivante : 
zones agricoles hétérogènes (34,5 %), zones urbanisées (31,1 %), zones industrielles ou commerciales et réseaux de communication (30,4 %), eaux continentales (2,8 %), terres arables (1,2 %). L'évolution de l’occupation des sols de la commune et de ses infrastructures peut être observée sur les différentes représentations cartographiques du territoire : la carte de Cassini (XVIIIe siècle), la carte d'état-major (1820-1866) et les cartes ou photos aériennes de l'IGN pour la période actuelle (1950 à aujourd'hui).

### Voies de communication et transports
- Par la route nationale 20 et l'autoroute française A62, (sortie  11).
- Par le train : gare de Saint-Jory ou fret Triage de Saint-Jory.
- La ligne 59 du réseau Tisséo relie le centre de la commune à la station La Vache du métro de Toulouse depuis Saint Jory, en passant par Gagnac, Fenouillet et Aucamville.
- La ligne 130 relie la commune à la station Aéroconstellation du tramway de Toulouse, depuis le centre commercial de Fenouillet et en passant par Gagnac.
- La ligne 372 du réseau Arc-en-Ciel relie la RD820 à la gare routière de Toulouse depuis Larra
- La ligne 377 relie la RD820 à la gare routière de Toulouse également depuis Grisolles.

### Risques majeurs
Le territoire de la commune de Lespinasse est vulnérable à différents aléas naturels : météorologiques (tempête, orage, neige, grand froid, canicule ou sécheresse), inondations et séisme (sismicité très faible). Il est également exposé à deux risques technologiques,  et  le risque industriel et la rupture d'un barrage. Un site publié par le BRGM permet d'évaluer simplement et rapidement les risques d'un bien localisé soit par son adresse soit par le numéro de sa parcelle.

#### Risques naturels
La commune fait partie du territoire à risques importants d'inondation (TRI) de Toulouse, regroupant 15 communes concernées par un risque de débordement de la Garonne, un des 18 TRI qui ont été arrêtés fin 2012 sur le bassin Adour-Garonne. Les événements significatifs passés sont la crue généralisée sur le bassin de la Garonne des 23 et 24 juin 1875 (7 500 m3/s à Toulouse), qui a fait 208 morts et détruit 1 219 maisons, et la crue des 1er au 5 février 1952 (3 300 m3/s) à Toulouse, qui a fait 7 victimes. Des cartes des surfaces inondables ont été établies pour trois scénarios : fréquent (crue de temps de retour de 10 ans à 30 ans), moyen (temps de retour de 100 ans à 300 ans) et extrême (temps de retour de l'ordre de 1 000 ans, qui met en défaut tout système de protection). La commune a été reconnue en état de catastrophe naturelle au titre des dommages causés par les inondations et coulées de boue survenues en 1982, 1993, 1999 et 2009,.

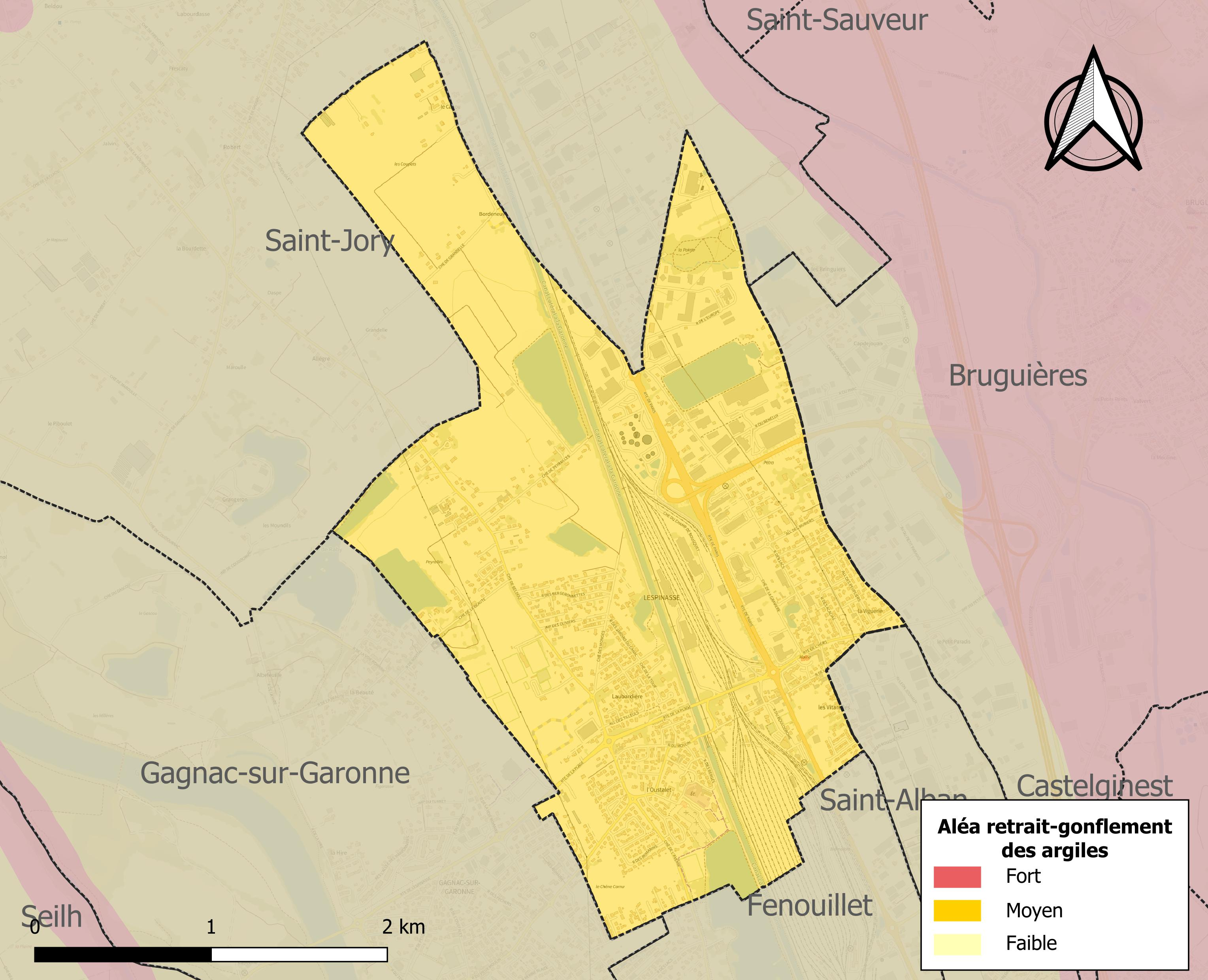
Carte des zones d'aléa retrait-gonflement des sols argileux de Lespinasse.

Le retrait-gonflement des sols argileux est susceptible d'engendrer des dommages importants aux bâtiments en cas d’alternance de périodes de sécheresse et de pluie. La totalité de la commune est en aléa moyen ou fort (88,8 % au niveau départemental et 48,5 % au niveau national). Sur les 901 bâtiments dénombrés sur la commune en 2019, 901 sont en aléa moyen ou fort, soit 100 %, à comparer aux 98 % au niveau départemental et 54 % au niveau national. Une cartographie de l'exposition du territoire national au retrait gonflement des sols argileux est disponible sur le site du BRGM,.
Par ailleurs, afin de mieux appréhender le risque d’affaissement de terrain, l'inventaire national des cavités souterraines permet de localiser celles situées sur la commune.
Concernant les mouvements de terrains, la commune a été reconnue en état de catastrophe naturelle au titre des dommages causés par la sécheresse en 1989, 2003, 2012, 2015, 2016 et 2017 et par des mouvements de terrain en 1999.

#### Risques technologiques
La commune est exposée au risque industriel du fait de la présence sur son territoire d'une entreprise soumise à la directive européenne SEVESO.
La commune est en outre située en aval des barrages de Cap de Long sur la Neste de Couplan (Hautes-Pyrénées) et de l'Estrade sur la Ganguise (Aude). À ce titre elle est susceptible d’être touchée par l’onde de submersion consécutive à la rupture d'un de ces ouvrages.

## Toponymie
L'occitan espinas ou Lespinasse désigne les lieux où poussent des fourrés épineux.

## Histoire

### Territoire communal
En 1846, la commune absorbe une partie de l'ancienne commune de Novital-Viguerie.

### Héraldique
| Lespinasse | Son blasonnement est : De gueules aux deux épis de blé d'or passés en sautoir placés au canton dextre du chef et une croisette cléchée, vidée et pommetée de douze pièces du même placée au canton sénestre de la pointe, au chef aussi d'or chargé d'un soleil naissant de gueules placé à dextre, à la barre ondée d'argent brochant sur le tout chargée de cinq cotices ondées d'azur enjambée en abîme par un pont aussi d'argent maçonné de sable. |

## Politique et administration

### Administration municipale
Le nombre d'habitants au recensement de 2017 étant compris entre 2 500 habitants et 3 499 habitants, le nombre de membres du conseil municipal pour l'élection de 2020 est de vingt-trois,.

### Rattachements administratifs et électoraux
Commune faisant partie de la cinquième circonscription de la Haute-Garonne de Toulouse Métropole et du canton de Castelginest (avant le redécoupage départemental de 2014, Lespinasse faisait partie de l'ex-canton de Fronton).

### Liste des maires
| Période                                  | Période      | Identité          | Étiquette | Qualité                                                    |
| ---------------------------------------- | ------------ | ----------------- | --------- | ---------------------------------------------------------- |
| 1945                                     | 1958         | André Hervera     |           |                                                            |
| 1959                                     | 1971         | J.-M. Gay         |           |                                                            |
| 1971                                     | 1971         | C. Raffi          |           |                                                            |
| 1971                                     | 1977         | Henri Santisteva  | RPR       |                                                            |
| 1977                                     | 1977 (décès) | Jean-Marie Ripert | PS        |                                                            |
| 1977                                     | 1983         | Madeleine Ripert  | PS        | Institutrice Députée suppléante d'Alain Savary (1978-1981) |
| 1983                                     | 1995         | Michel Rosell     |           |                                                            |
| 1995                                     | 2008         | Christian Brex    | DVG       |                                                            |
| mars 2008                                | mai 2020     | Bernard Sance     | DVG       | Employé                                                    |
| mai 2020                                 | En cours     | Alain Alençon     |           |                                                            |
| Les données manquantes sont à compléter. |              |                   |           |                                                            |

## Population et société

### Démographie
L'évolution du nombre d'habitants est connue à travers les recensements de la population effectués dans la commune depuis 1793. Pour les communes de moins de 10 000 habitants, une enquête de recensement portant sur toute la population est réalisée tous les cinq ans, les populations de référence des années intermédiaires étant quant à elles estimées par interpolation ou extrapolation. Pour la commune, le premier recensement exhaustif entrant dans le cadre du nouveau dispositif a été réalisé en 2004.

En 2022, la commune comptait 3 032 habitants, en évolution de +12,63 % par rapport à 2016 (Haute-Garonne : +8,02 %, France hors Mayotte : +2,11 %).
| 1793 | 1800 | 1806 | 1821 | 1831 | 1836 | 1841 | 1846 | 1851 |
| ---- | ---- | ---- | ---- | ---- | ---- | ---- | ---- | ---- |
| 219  | 239  | 249  | 239  | 266  | 271  | 278  | 272  | 271  |

| 1856 | 1861 | 1866 | 1872 | 1876 | 1881 | 1886 | 1891 | 1896 |
| ---- | ---- | ---- | ---- | ---- | ---- | ---- | ---- | ---- |
| 257  | 263  | 252  | 284  | 281  | 301  | 298  | 288  | 264  |

| 1901 | 1906 | 1911 | 1921 | 1926 | 1931 | 1936 | 1946 | 1954 |
| ---- | ---- | ---- | ---- | ---- | ---- | ---- | ---- | ---- |
| 296  | 237  | 235  | 206  | 210  | 227  | 249  | 258  | 297  |

| 1962 | 1968 | 1975 | 1982  | 1990  | 1999  | 2004  | 2006  | 2009  |
| ---- | ---- | ---- | ----- | ----- | ----- | ----- | ----- | ----- |
| 398  | 557  | 866  | 1 002 | 1 413 | 1 864 | 2 329 | 2 356 | 2 491 |

| 2014  | 2019  | 2022  | - | - | - | - | - | - |
| ----- | ----- | ----- | - | - | - | - | - | - |
| 2 645 | 2 828 | 3 032 | - | - | - | - | - | - |

| selon la population municipale des années : | 1968 | 1975 | 1982 | 1990 | 1999 | 2006 | 2009 | 2013 |
| Rang de la commune dans le département      | 133  | 112  | 111  | 92   | 79   | 83   | 83   | 82   |
| Nombre de communes du département           | 592  | 582  | 586  | 588  | 588  | 588  | 589  | 589  |

### Enseignement
Lespinasse fait partie de l'académie de Toulouse.
L'éducation est assurée sur la commune par le groupe scolaire "Marcel Pagnol" : école maternelle et école élémentaire.

### Culture
Photothèque,

### Activités sportives
Course "10 km de Lespinasse", complexe sportif, tennis, football,

### Écologie et recyclage
La collecte et le traitement des déchets des ménages et des déchets assimilés ainsi que la protection et la mise en valeur de l'environnement se font dans le cadre de la communauté urbaine de Toulouse Métropole.

## Économie

### Revenus
En 2018  (données Insee publiées en septembre 2021), la commune compte 1 112 ménages fiscaux, regroupant 2 784 personnes. La médiane du revenu disponible par unité de consommation est de 23 760 € (23 140 € dans le département). 60 % des ménages fiscaux sont imposés (55,3 % dans le département).

### Emploi
|                | 2008  | 2013  | 2018  |
| -------------- | ----- | ----- | ----- |
| Commune        | 5,7 % | 7,6 % | 8,2 % |
| Département    | 7,7 % | 9,6 % | 9,3 % |
| France entière | 8,3 % | 10 %  | 10 %  |

En 2018, la population âgée de 15 à 64 ans s'élève à 1 894 personnes, parmi lesquelles on compte 82,4 % d'actifs (74,2 % ayant un emploi et 8,2 % de chômeurs) et 17,6 % d'inactifs,. Depuis 2008, le taux de chômage communal (au sens du recensement) des 15-64 ans est inférieur à celui de la France et du département.
La commune fait partie de la couronne de l'aire d'attraction de Toulouse, du fait qu'au moins 15 % des actifs travaillent dans le pôle,. Elle compte 1 544 emplois en 2018, contre 1 385 en 2013 et 1 382 en 2008. Le nombre d'actifs ayant un emploi résidant dans la commune est de 1 416, soit un indicateur de concentration d'emploi de 109 % et un taux d'activité parmi les 15 ans ou plus de 71,1 %.
Sur ces 1 416 actifs de 15 ans ou plus ayant un emploi, 174 travaillent dans la commune, soit 12 % des habitants. Pour se rendre au travail, 88,7 % des habitants utilisent un véhicule personnel ou de fonction à quatre roues, 3,5 % les transports en commun, 4,1 % s'y rendent en deux-roues, à vélo ou à pied et 3,6 % n'ont pas besoin de transport (travail au domicile).

### Activités hors agriculture

#### Secteurs d'activités
343 établissements sont implantés  à Lespinasse au 31 décembre 2019. Le tableau ci-dessous en détaille le nombre par secteur d'activité et compare les ratios avec ceux du département,.
| Secteur d'activité                                                                                        | Commune | Commune | Département |
| Secteur d'activité                                                                                        | Nombre  | %       | %           |
| --- | ------- | ------- | ----------- |
| Ensemble                                                                                                  | 343     | 100 %   | (100 %)     |
| Industrie manufacturière, industries extractives et autres                                                | 33      | 9,6 %   | (5,7 %)     |
| Construction                                                                                              | 81      | 23,6 %  | (12 %)      |
| Commerce de gros et de détail, transports, hébergement et restauration                                    | 93      | 27,1 %  | (25,9 %)    |
| Information et communication                                                                              | 6       | 1,7 %   | (4,1 %)     |
| Activités financières et d'assurance                                                                      | 8       | 2,3 %   | (3,8 %)     |
| Activités immobilières                                                                                    | 27      | 7,9 %   | (4,2 %)     |
| Activités spécialisées, scientifiques et techniques et activités de services administratifs et de soutien | 61      | 17,8 %  | (19,8 %)    |
| Administration publique, enseignement, santé humaine et action sociale                                    | 20      | 5,8 %   | (16,6 %)    |
| Autres activités de services                                                                              | 14      | 4,1 %   | (7,9 %)     |

Le secteur du commerce de gros et de détail, des transports, de l'hébergement et de la restauration est prépondérant sur la commune puisqu'il représente 27,1 % du nombre total d'établissements de la commune (93 sur les 343 entreprises implantées  à Lespinasse), contre 25,9 % au niveau départemental.

#### Entreprises et commerces
Les cinq entreprises ayant leur siège social sur le territoire communal qui génèrent le plus de chiffre d'affaires en 2020 sont : 
- Rivulis Irrigation SAS, fabrication de plaques, feuilles, tubes et profilés en matières plastiques (54 458 k€) ;
- Lyon Services Vi, commerce d'autres véhicules automobiles (40 149 k€) ;
- Sovimar, commerce d'autres véhicules automobiles (21 745 k€) ;
- Location Maintenance Services Vehicules Industriels En Abrege Location Maintenance Services Vi, entretien et réparation d'autres véhicules automobiles (14 791 k€) ;
- Mach 10, commerce de gros (commerce interentreprises) de machines pour l'extraction, la construction et le génie civil (14 372 k€).

### Agriculture
|               | 1988 | 2000 | 2010 | 2020 |
| ------------- | ---- | ---- | ---- | ---- |
| Exploitations | 27   | 5    | 2    | 2    |
| SAU (ha)      | 95   | 53   | 15   | 7    |

La commune est dans « les Vallées », une petite région agricole consacrée à la polyculture sur les plaines et terrasses alluviales qui s’étendent de part et d’autre des sillons marqués par la Garonne et l’Ariège. En 2020, l'orientation technico-économique de l'agriculture  sur la commune est la culture de légumes ou champignons. Deux exploitations agricoles ayant leur siège dans la commune sont dénombrées lors du recensement agricole de 2020 (27 en 1988). La superficie agricole utilisée est de 7 ha,,.

## Culture locale et patrimoine

### Lieux et monuments
- Église Saint-Jean-Baptiste.
- Lac du Bocage.

## Pour approfondir